# A qualcuna piace calvo
A qualcuna piace calvo è un film del 1960 diretto da Mario Amendola.
È una parodia del film A qualcuno piace caldo, uscito al cinema l'anno precedente.

## Trama
Giovanna si è presa un'infatuazione per un attore del cinema che ha come segno particolare una testa calva. Il divo ha bisogno di una persona che lo aiuti a sbrigare la corrispondenza delle numerose ammiratrici. Giovanna non ci pensa due volte e, travestendosi da uomo, si fa assumere come dattilografo del suo segretario. L'attore decide di sostituire il suo vecchio arpista; la giovane musicista Marcella si presenta all'annuncio ma il posto è riservato a soli uomini. Anche lei decide così di travestirsi da uomo e ottiene il lavoro.

## Critica
(Leo Pestelli)